# Falsk negativ
Falsk negativ är när ett test ger ett negativt utfall trots det sökta elementet (elementen) finns. Ett exempel är om ett drogtest som visar att en person inte är påverkad trots att personen brukar narkotika. Ett test som har en låg andel falska negativa sägs ha hög sensitivitet. Andelen falska negativa får vid konstruktion av test eller frågeformulär högre eller lägre prioritet när det vägs mot andelen falska positiva. 